# Comunisti col Rolex
Comunisti col Rolex ist ein Studioalbum des italienischen Pop-Rap-Duos J-Ax & Fedez. Es wurde am 20. Januar 2017 bei dessen eigenen Label Newtopia im Vertrieb von Sony Music veröffentlicht.

## Entstehung
Die ersten Gerüchte, dass die beiden an einem gemeinsamen Album arbeiteten, kamen im Februar 2016 auf, was J-Ax bestätigte. In einem späteren Interview wurde enthüllt, dass das Ziel des Albums darin besteht, 30 Tracks zu schaffen, an denen national und international bekannte Künstler mitwirken sollen. Am 21. November 2016 gaben die beiden Rapper den Albumtitel bekannt. Am 9. Dezember schließlich wurde das Veröffentlichungsdatum bekannt gegeben und die verschiedenen Künstler, die am Album mitwirken, vorgestellt; darunter Giusy Ferreri, Loredana Bertè, Nek und Alessia Cara.
Der Titel Comunisti col Rolex entstand laut den Künstlern aus „einer Beleidigung, die wir in ein Verdienst umwandeln wollten: zu sagen, dass man in Italien noch ehrlich reich werden kann, und das ist eine schöne Sache“.

## Veröffentlichung
Der Veröffentlichung des Albums gingen zwei Singles voraus. Die erste war Vorrei ma non posto, die am 6. Mai 2016 als Download bereitgestellt wurde. Gleichzeitig wurde ein Musikvideo auf YouTube veröffentlicht, das zu den 100 meistgeklickten Videos der Plattform für den Monat Mai wurde. Die zweite Single, die veröffentlicht wurde, war Assenzio, bei der Stash, Frontmann der Gruppe The Kolors und Levante mitwirkten. Beide Singles waren in Italien sehr erfolgreich und erreichten Mehrfachplatinstatus.
Gemeinsam mit dem Album wurde die dritte Singleauskopplung Piccole cose veröffentlicht, an der die italienische Sängerin Alessandra Amoroso mitwirkt, veröffentlicht. Der Videoclip zum Song wurde innerhalb der ersten 24 Stunden mehr als 1,4 Millionen Mal auf YouTube aufgerufen.
Am 12. Mai 2017 wurde eine neuerliche Version von Senza pagare als Single veröffentlicht; diesmal unter Beteiligung des US-amerikanischen Rappers und Produzenten T-Pain. Diese Single erreichte in Italien Fünffach-Platin für mehr als 250.000 verkaufte Exemplare. Das dazugehörige Musikvideo wurde in der Villa von Paris Hilton gedreht.
Am 27. Oktober 2017 schließlich wurde die letzte Singleauskopplung Sconosciuti da una vita veröffentlicht. Gleichzeitig hiermit wurde ein Re-Release des Albums für Ende November desselben Jahres angekündigt. Diese Neuveröffentlichung enthält u. a. neben der Standard-Version eine Deluxe-Edition, in der fünf bis dato unveröffentlichte Lieder enthalten sind sowie eine Live-DVD und eine Live-CD (bzw. zwei Live-CDs in der Deluxe Edition).

## Titelliste
| #  | Titel                      | Gastbeiträge       | Produzent(en)                                                                                                | Länge |
| -- | -------------------------- | ------------------ | --- | ----- |
| 1  | Assenzio                   | Stash & Levante    | Alessandro Merli, Fabio Clemente, Federico Lucia, Alessandro Aleotti, Dario Faini, Angelo Rogoli             | 4:10  |
| 2  | Comunisti col Rolex        |                    | Alessandro Merli, Fabio Clemente, Federico Lucia, Alessandro Aleotti                                         | 4:54  |
| 3  | Il giorno e la notte       | Giusy Ferreri      | Alessandro Merli, Fabio Clemente, Federico Lucia, Alessandro Aleotti, Federica Abbate                        | 3:31  |
| 4  | Senza pagare               |                    | Alessandro Merli, Fabio Clemente, Federico Lucia, Alessandro Aleotti, Daniele Lazzarin                       | 3:16  |
| 5  | Fratelli di paglia         |                    | Alessandro Merli, Fabio Clemente, Federico Lucia, Alessandro Aleotti                                         | 3:34  |
| 6  | Tutto il mondo è periferia |                    | Alessandro Merli, Fabio Clemente, Federico Lucia, Alessandro Aleotti                                         | 3:21  |
| 7  | Milano intorno             |                    | Alessandro Merli, Fabio Clemente, Federico Lucia, Alessandro Aleotti, Edoardo D’Erme                         | 3:16  |
| 8  | Vorrei ma non posto        |                    | Alessandro Merli, Fabio Clemente, Federico Lucia, Alessandro Aleotti                                         | 3:45  |
| 9  | L’Italia per me            | Sergio Sylvestre   | Alessandro Merli, Fabio Clemente, Federico Lucia, Alessandro Aleotti                                         | 3:27  |
| 10 | Musica del cazzo           |                    | Alessandro Merli, Fabio Clemente, Federico Lucia, Alessandro Aleotti, Marco Arata                            | 3:34  |
| 11 | Piccole cose               | Alessandra Amoroso | Alessandro Merli, Fabio Clemente, Federico Lucia, Alessandro Aleotti, Roberto Casalino                       | 3:35  |
| 12 | Cuore nerd                 | Alessia Cara       | Alessandro Merli, Fabio Clemente, Federico Lucia, Alessandro Aleotti, Federica Abbate, Daniele Lazzarin      | 2:44  |
| 13 | Anni luce                  | Nek                | Alessandro Merli, Fabio Clemente, Federico Lucia, Alessandro Aleotti, Angelo Rogoli, Dario Faini             | 3:17  |
| 14 | Meglio tardi che noi       | Arisa              | Alessandro Merli, Fabio Clemente, Federico Lucia, Alessandro Aleotti, Federica Abbate, Dario Faini, Catalano | 3:21  |
| 15 | Allergia                   | Loredana Bertè     | Alessandro Merli, Fabio Clemente, Federico Lucia, Alessandro Aleotti, Edoardo D’Erme                         | 3:49  |
| 16 | Pieno di stronzi           |                    | Aaron Barrett, Alessandro Aleotti, Federico Lucia                                                            | 4:04  |

Auf der Multiplatinum-Edition befinden sich sechs weitere Titel, darunter der Nummer-eins-Erfolg Senza pagare mit dem US-amerikanischen Rapper T-Pain. Zusätzlich sind zwei Live-CDs mit insgesamt 39 Live-Versionen der beiden Künstler enthalten.

## Chartplatzierungen
| ChartsChartplatzierungen | Höchstplatzierung | Wochen |
| ------------------------ | ----------------- | ------ |
| Italien (FIMI)           | 1 (88 Wo.)        | 88     |
| Schweiz (IFPI)           | 37 (5 Wo.)        | 5      |

| ChartsJahrescharts (2017) | Platzierung |
| ------------------------- | ----------- |
| Italien (FIMI)            | 2           |

| ChartsJahrescharts (2018) | Platzierung |
| ------------------------- | ----------- |
| Italien (FIMI)            | 73          |

## Auszeichnungen für Musikverkäufe
| Land/Region    | Auszeichnungen für Musikverkäufe (Land/Region, Auszeichnung, Verkäufe) | Verkäufe |
| -------------- | ---------------------------------------------------------------------- | -------- |
| Italien (FIMI) | 4× Platin                                                              | 200.000  |